# 池田駅 (北海道)
池田駅（いけだえき）は、北海道（十勝総合振興局管内）中川郡池田町字東1条にある北海道旅客鉄道（JR北海道）根室本線の駅である。駅番号はK36。電報略号はイケ。事務管理コードは▲110421。全旅客列車が停車する。かつては北海道ちほく高原鉄道ふるさと銀河線（旧：池北線）の分岐駅であった。

## 歴史

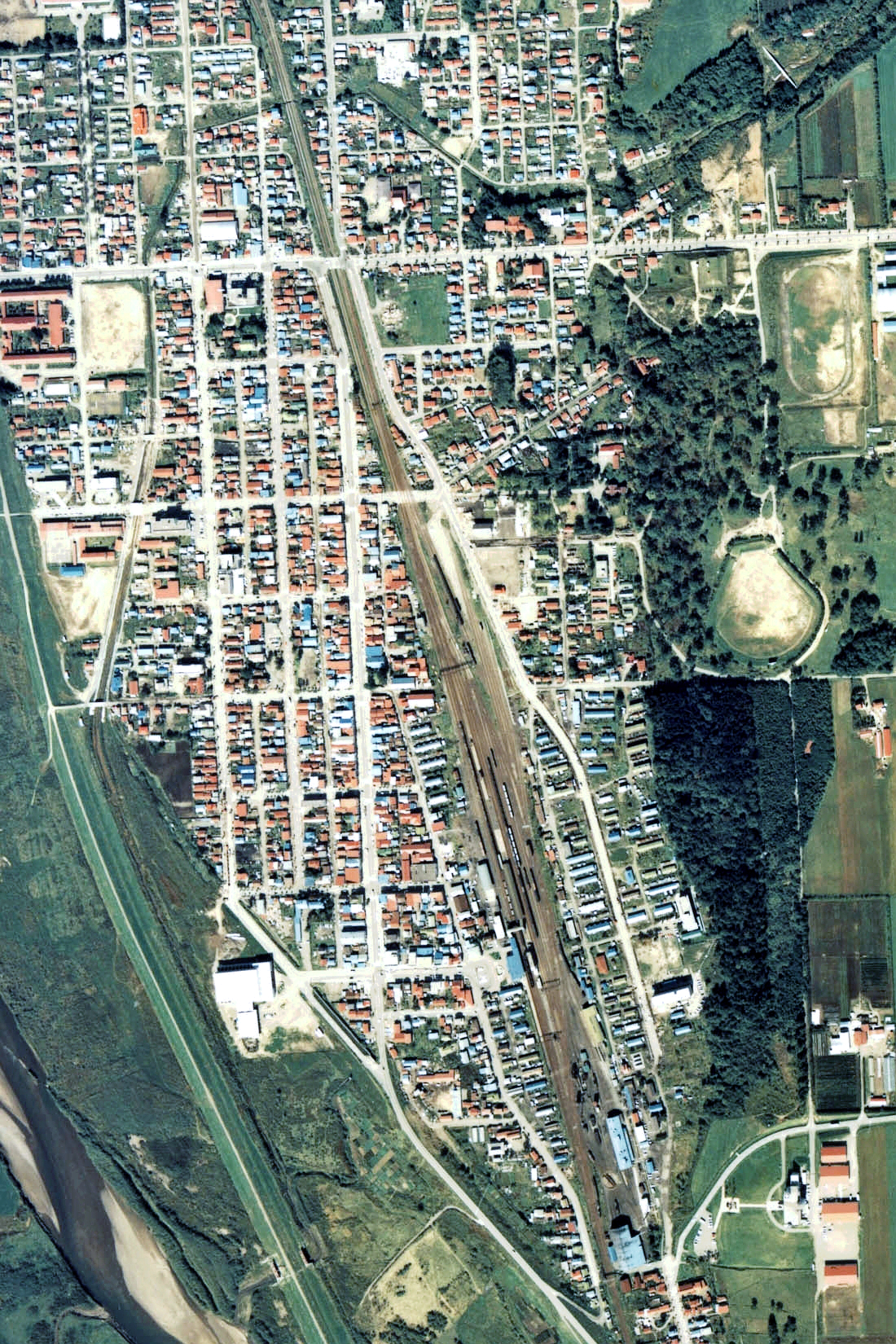
1977年の池田駅と周囲1km×1.5km範囲。上が根室本線帯広方面（左）及び池北線北見方面（右）。池田にはかつて富士製紙池田パルプ工場があり、利別川上流の本別駅や足寄駅、陸別駅等から池北線を使用して木材を輸送していた。駅裏の仕分線から根室本線と池北線の間に町の北にあった工場へ向けて引込み線が敷かれていたが、1930年（昭和5年）の工場廃止に伴い撤去され跡形も無くなっている。駅裏南側には1985年に廃止されて釧路車両管理所へ移管されるまで、道東方面の車両管理を引き受けていた機関区があり、多くの側線と共に転車台の残る車庫が見える。
また大正7年から大正12年にかけて、新田帯革が十弗川流域の東台まで馬車軌道を設けていた。機関区の裏辺りから本線にそって南下した後、十弗川に沿って東へ向かっていた軌道跡は、あまりに古いために認識する事はできない。

- 1904年（明治37年）12月15日：北海道官設鉄道利別 - 浦幌間開業にともない設置[1]。一般駅[1]。池田機関庫設置。
- 1905年（明治38年）4月1日：北海道官設鉄道が官設鉄道（鉄道作業局）に編入[1]。
- 1910年（明治43年）9月22日：網走線（後の網走本線・池北線）当駅 - 淕別駅（後の陸別駅）間が開業[6]。駅舎増築、跨線橋設置[7]。
- 1913年（大正2年）6月2日：池田機関庫設置（北海道鉄道管理局の事務上制定）。
- 1917年（大正6年）5月：池田電気（後に富士電気等の幾つかの合併を経て北海道電力）が駅裏南側に火力発電所を開設。専用線敷設（時期不明）[注釈 2]。
- 1918年（大正7年）8月：池田倉庫が創業、駅表北側に倉庫を作り専用線引込[注釈 3]。
- 1919年（大正8年）1月3日：富士パルプ（後の富士製紙）池田工場開業。専用線運用開始[注釈 4]。
- 1930年（昭和5年）7月15日：富士製紙池田工場廃止。専用線廃止。
- 1945年（昭和20年）7月14日：池田機関区空襲。8634大破し2名殉職。
- 1950年（昭和25年）2月15日：帯広客貨車区池田支区設置。
- 1954年（昭和29年）8月17日：釧路市から帯広市に向かう昭和天皇、香淳皇后のお召し列車が停車。駅前奉迎が行われた[8]。
- 1961年（昭和36年）1月3日：駅舎改築[9]。
- 1969年（昭和44年）4月1日：帯広客貨車区池田支区廃止。池田運転支区設置。
- 1984年（昭和59年）2月1日：貨物の取り扱いが終了[1]。機関区廃止に先立ち釧路車両管理所へ保有車両を移管。
- 1985年（昭和60年）3月14日：荷物の取り扱いが終了[1]。池田機関区廃止。
- 1987年（昭和62年）4月1日：国鉄分割民営化により、北海道旅客鉄道（JR北海道）の駅となる[1][3]。
- 1989年（平成元年）6月4日：池北線が北海道ちほく高原鉄道に転換され、ふるさと銀河線となる[3]。
- 1996年（平成8年）度：石勝線・根室線高速化工事に伴い同年度に構内改良[10]。
- 1997年（平成9年）3月22日：同日のダイヤ改正（根室線高速化工事竣工・「スーパーおおぞら」運転開始）により、全定期旅客列車停車駅となる[11]。
- 2006年（平成18年）4月21日：北海道ちほく高原鉄道ふるさと銀河線廃止。
- 2010年（平成22年）4月20日：池田町出身のアーティスト・吉田美和（DREAMS COME TRUE）のオルゴール音を改札音として使用開始[JR北 1]。
- 2016年（平成28年）10月3日 - 11月5日：1番線のホーム段差を解消するため、1番線を閉鎖して線路の路盤を約20cm掘り下げる工事を実施[新聞 1][新聞 2]。
- 2022年（令和4年）度：話せる券売機を設置[JR北 2]。
- 2025年（令和7年）3月15日：同日のダイヤ改正で下り特急「おおぞら7号」釧路行が当駅通過となり、28年ぶりに当駅を通過する定期旅客列車が設定される[JR北 3]。

### 駅名の由来
開墾が始まった1896年（明治29年）に徳川慶喜の五男・池田仲博が利別川と十勝川の合流点付近に「池田農場」を開設し、鉄道開通時その農場内に駅ができたことに由来する。
もともと同地はアイヌ語で「セイオㇿサㇺ（sei-or-sam）」、和人入植後はこれに「凋寒」と漢字をあて「しぼさむ」と呼ばれていたが、鉄道開通により市街が当駅周辺に形成され発展したため、1926年（大正15年）7月1日の町制施行に際し町名が「池田」に変更された。

## 駅構造
単式・島式ホームを組み合わせた計2面3線の地上駅。上り本線が1番線、下り本線が2番線となっているが、3線とも上下列車が使用可能となっている。そのため、特急列車は札幌行き・釧路行きともに、改札口すぐの1番線を使用し、普通列車も方向を問わずすべての線路を使用する。お互いのホームは跨線橋で連絡している。
3番線の滝川方が途中から切り欠かれているが、これは2006年（平成18年）4月に廃止された、ふるさと銀河線用の4番線の跡である。このほか、根室本線直通列車を中心に3番線も使用していた。ふるさと銀河線廃止までちほく高原鉄道は運行拠点として池田運転支所を設置していたが、営業職員は配置されていなかった。
専用線は大正時代から昭和初期にかけて、富士製紙・池田倉庫・火力発電所向けが敷設されたが、戦後まで残っていたのは池田倉庫線と戦後に新たに設けられた日本甜菜製糖荷受線で、それらも昭和30年代半ばまでに廃止された。
夜間滞泊は設定されていない。当駅と帯広運転所の間で回送される。
社員配置駅。管理駅として、幕別 - 豊頃間の各駅を管理下に置いている。
駅舎は1961年（昭和36年）1月3日に改築されたものを改修を重ねて使用しており、鉄骨ブロック平屋造427.3平米（新築時点）である。みどりの窓口、話せる券売機設置。かつてはキヨスクが営業していた。

### のりば
| 番線  | 路線      | 方向 | 行先           |
| ----- | --------- | ---- | -------------- |
| 1 - 3 | ■根室本線 | 上り | 新得・札幌方面 |
| 1 - 3 | ■根室本線 | 下り | 浦幌・釧路方面 |

- 特急は全列車1番線から発車

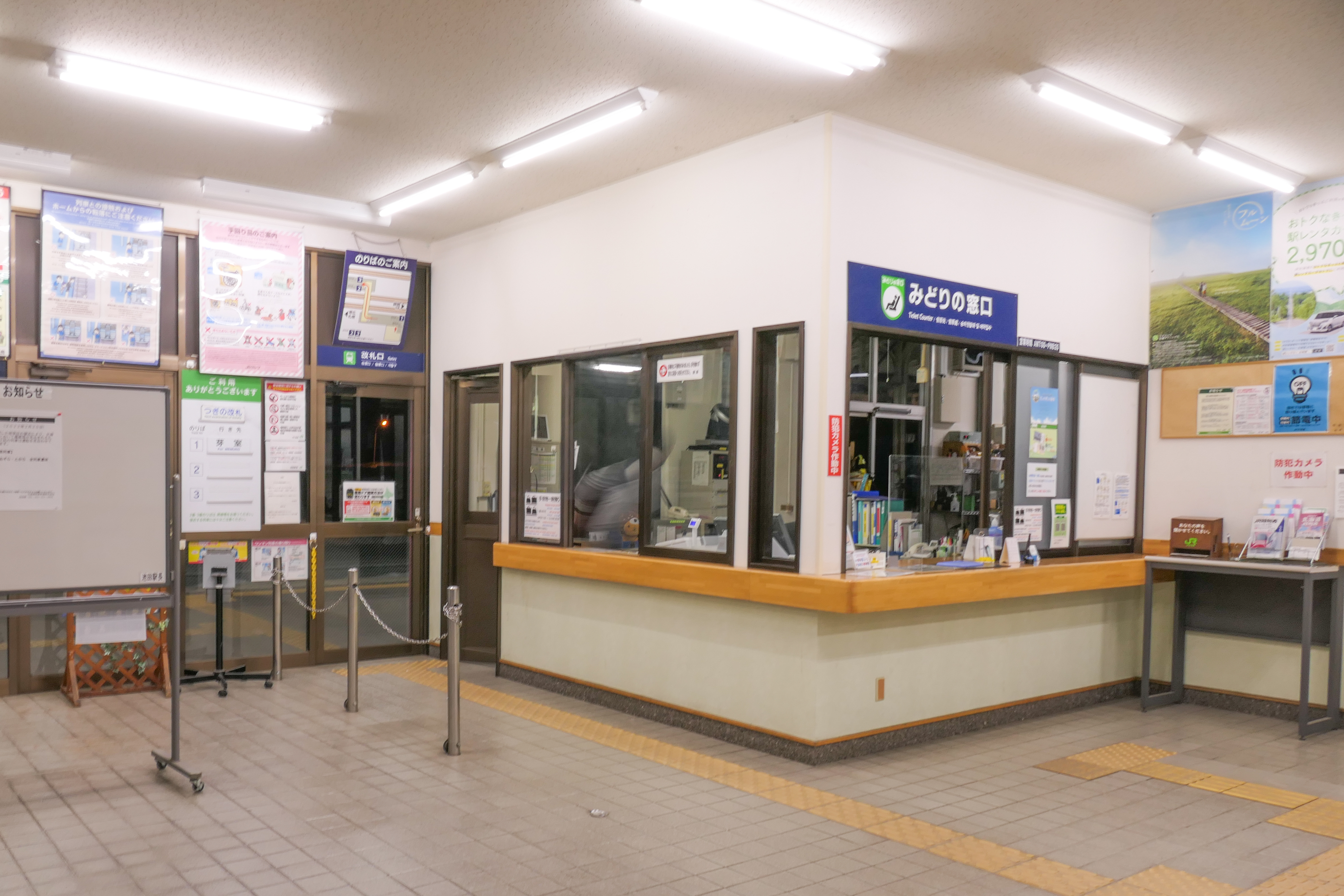
改札口（2022年2月）
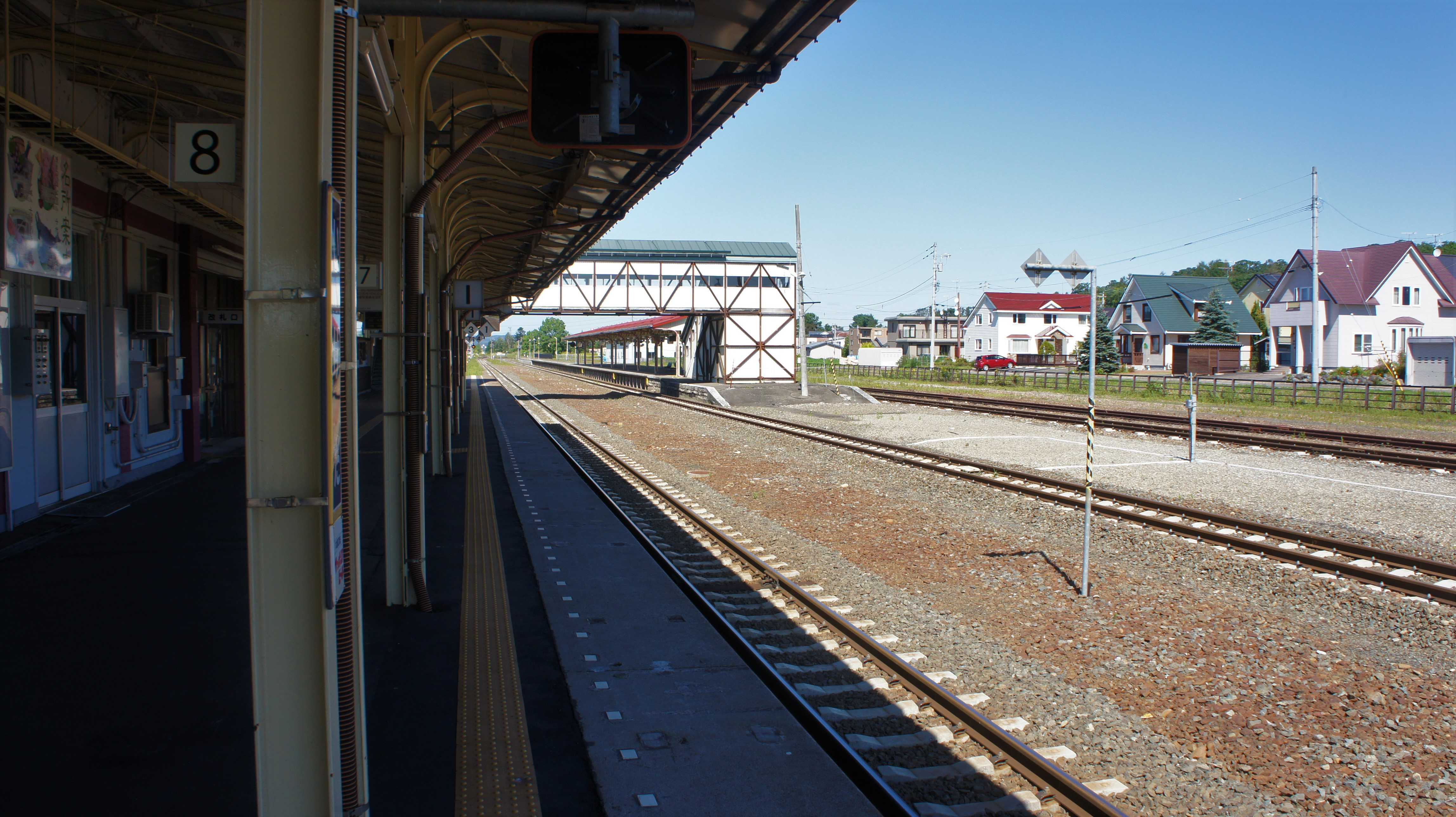
ホーム（2018年9月）
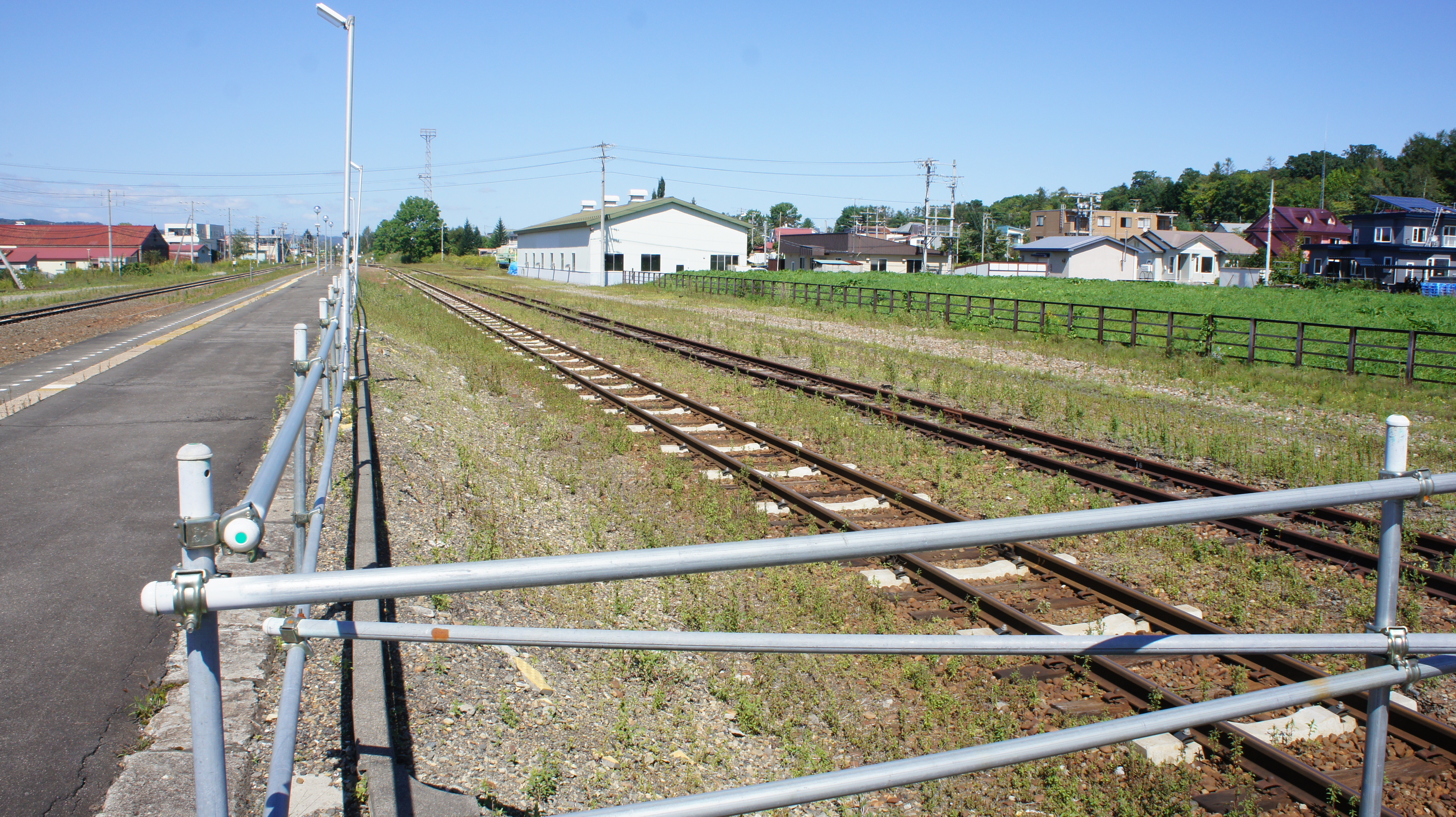
4番線ホーム跡（2018年9月）
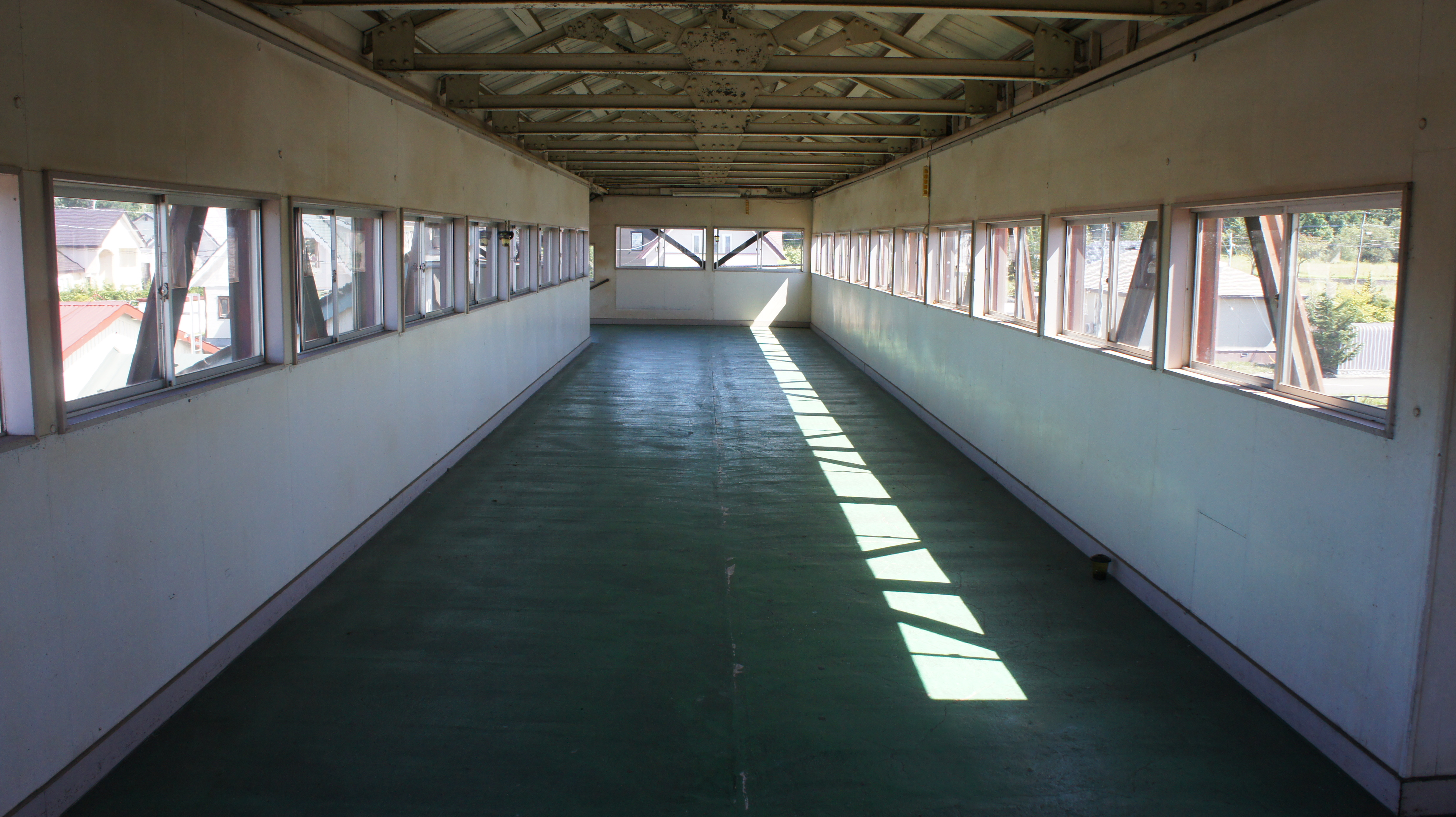
跨線橋（2018年9月）

## 利用状況
1日の平均乗降人員は以下の通りである。
| 乗降人員推移 | 乗降人員推移 |
| 年度         | 1日平均人数  |
| ------------ | ------------ |
| 2011         | 606          |
| 2012         | 594          |
| 2013         | 594          |
| 2014         | 514          |
| 2015         | 514          |
| 2016         |              |
| 2017         | 508          |
| 2018         | 470          |

## 駅周辺
池田町の中心部に位置し、役場などの公共施設がある。
もともとこの地方の人・物資の集散拠点は利別太（現：利別）にあったが、鉄道開通で水運が衰退したことに加えて、池北線の分岐が当駅になったことで、池田市街が急速に発展し、役場も利別から当地に移転した経緯を持つ。
- 国道242号
- 池田町役場
- 池田警察署
- 十勝池田郵便局
- 北洋銀行池田支店
- 十勝池田町農業協同組合（JA十勝池田町）池田支所
- 池田町ブドウ・ブドウ酒研究所（池田ワイン城）
- キャスルランドいけだ
- 池田町立池田小学校
- フクハラ 池田店
- 公益社団法人地域医療振興協会 十勝いけだ地域医療センター
- 十勝バス（ふるさと銀河線廃止代替バス）、網走観光交通「池田駅前」停留所

## 駅弁
古くは2社が駅弁を販売していたが、現在は駅前のレストランよねくら1社のみ。「バナナ饅頭」が有名。米倉三郎が1905年（明治38年）に構内営業を許可され、当時は高価であったバナナの風味を味わってもらおうとバナナ饅頭を開発販売した。主な駅弁は下記の通り。
- 牛のワイン漬ステーキ弁当 - 昼食時間帯を除き、ホーム上で受け渡し可能（要予約）。ステーキ大盛のオプションあり。予約時に乗車する列車を指定し、車両ドア付近で受け渡しを行う。
- 親子弁当- 昼食時間帯を除き、ステーキ弁当と同時に注文する場合に限り、ホーム上で受け渡し可能（要予約）。受け渡し方法は同上。

JR時刻表の駅弁情報最終掲載号に記載のある、主な駅弁は下記の通り。
- 十勝牛ワイン漬ステーキ弁当（要予約）

JTB時刻表 2025年3月号には池田駅の駅弁の記載はない。

## 隣の駅
北海道旅客鉄道（JR北海道）
■根室本線
■普通
利別駅 (K35) - 池田駅 (K36) - （昭栄信号場） - 十弗駅 (K37)

### かつて存在した路線
北海道ちほく高原鉄道
ふるさと銀河線
池田駅 - 様舞駅